# Guerre de Looz
La guerre de Looz (1203-1206) est un conflit qui éclate à la succession du comte Thierry VII de Hollande.

## Historique

### Succession de crises

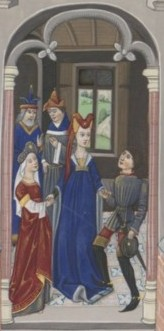
Le mariage de Ada et Louis en 1203. Peinture du XVe siècle.

Le comte Thierry VII de Hollande décède le 4 novembre 1203 en ne laissant que sa fille Ada encore en vie. Sur son lit de mort, il parle avec son frère, Guillaume Ier de Hollande, de sa succession. Sa femme, la comtesse Adélaïde de Clèves, avait mené bataillé contre Guillaume en 1195 à Alkmaar, cependant, voulait qu'Ada obtienne l'héritage. Étant donne le statut du comté de Hollande, Ada en tant que femme ne pouvait pas en hériter. Afin de contourner le problème Adélaïde la maria rapidement. Le mariage entre Ada âgée de 15 ans avec le comte Louis II de Looz est arrangé par sa mère avant même que son père ne soit enterré. Sur le chemin de l'enterrement de son pères, elle accueillie par les fidèles de son oncle Guillaume qui assiègent la citadelle de Leyde.

### La guerre
La guerre de succession a un caractère international : Ada et Louis s'allient avec la France et les Hohenstaufen, Guillaume a à ses côtés l'Angleterre et les Welf. En arrière plan, la guerre pour le trône du Saint-Empire romain entre le Otto IV et Philippe de Souabe faisait rage. Parmi les célèbres nobles hollandais soutenant Looz, on peut citer Gijsbrecht II van Amstel, Floris Herbaren van der Lede, Folpert II van der Lede, Hugo van Voorne, Rogier van der Meere et Otto du Gardon; Guillaume était lui soutenu par Wouter van Egmont, Albrecht II Banjaert, Philippe de Wassenaar, James, de Plomb, de Simon de Haarlem, Willem van Teylingen, Jan van Rijswijk et Otto de Bentheim.
Au début du conflit Guillaume avait assiégé la citadelle de Leyde, le château conquis, il envoie Ada par Texel eb l'Angleterre. Sur le plan diplomatique Louis est meilleur avec beaucoup d'alliés étrangers mais en Hollande, il est considéré comme un étranger alors que Guillaume en est natif et est populaire parmi la noblesse et de la bourgeoisie. Louis a d'abord fut soutenu par le comte de Flandre, le prince-évêque de Liège et d'Utrecht, les ducs de Limbourg et, plus tard, par les ducs de Brabant. En 1204, il est défait avec une énorme armée en Hollande et il savait que Guillaume l'expulse de Zélande.
À partir de 1205, le vent tourne en faveur de Guillaume. Il est soutenu par la Zélande, le Kennemerland et la Rhénanie et son armée prend le dessus. Louis veut se retirer de cette bataille au début 1206 mais il est chassé par Guillaume et est battu dans la bataille de la Zijl.

## Fin
Louis II de Looz demande pour des négociations et l'intervention médiatrice du duc de Brabant. Le 14 octobre 1206, une paix est conclue avec le traité de Bruges. Officiellement, la Hollande est partagée entre Louis et Guillaume : Guillaume reçoit la Zélande et la région autour de Mont-Sainte-Gertrude, Louis a le reste de la Hollande. Selon plusieurs sources, Guillaume serait toutefois de facto le dirigeant de la Hollande; comme il le signifie lui-même dans un document comes Hollandiae (« comte de Hollande »). En 1207, à la suite d'une correspondance avec le roi d'Angleterre pour récupérer son épouse Ada, Louis renonce au comté de Hollande et envoie son frère Arnoul III de Looz comme otage de remplacement pour garantir ses engagements .